# エプコス
エプコス（Epcos AG ）はドイツのミュンヘンに本社を置く電子部品、モジュール、システムの製造会社である。

## 沿革
シーメンスと松下電器産業（現 パナソニック）の合弁会社として1989年に設立されたシーメンス・マツシタ・コンポーネンツ（Siemens Matsushita Components ）を前身として、1999年に設立された。1999年10月15日にフランクフルト証券取引所およびニューヨーク証券取引所に株式を上場。この時点でのシーメンスと松下電器の持株比率は各12.5%であった。2006年にシーメンスと松下はそれぞれの持株を売却した。EPCOS AGは現在TecDAX採用銘柄となっている。2008年7月31日、TDKと事業統合契約を締結し、「TDK-EPC」を設立。。2014年にTDK株式会社が吸収分割によりTDK-EPCの全事業部門を統合し「TDKエレクトロニクス」を設立した。

### 日本法人
日本法人であるエプコス株式会社は2001年8月、インフィニオンテクノロジーズジャパン株式会社のエプコス事業部が独立して設立された。

## 業界での地位
世界大手の電子部品メーカーの一つである。主要製品としてはコンデンサ、セラミック部品、EMCフィルター、インダクタ、バリスタ、RFモジュール、SAWコンポーネンツ、サージアレスタ、フェライトがある。
2007年度の売上高は14億4千万ユーロ、利益は6,400万ユーロであった。2007年度の産業分野別売上内訳は自動車用電子機器が29%、情報・通信技術が22%、産業用電子機器が22%、民生用電子機器が12%、その他が15%である。
製造および開発業務はヨーロッパ、北南米、アジアで行っている。2004年時点での低賃金の国の労働者の割合は約70%である。2004年に業務と営業活動の大規模な再配置を公表した。2007年には従業員18,300人の内56%がアジア、24%がドイツ以外のヨーロッパ、10%がドイツ、10%が北南米で働いている。

## 拠点
ドイツ国内ではハイデンハイム・アン・デア・ブレンツ（コンデンサ、インダクタ、フェライト）、ベルリン（セラミック部品）、ミュンヘン（SAWコンポーネンツ）に製造拠点を持つ。世界的にはブラジル、スペイン、インド、ハンガリー、オーストリア（ドイチュランツベルク）、アメリカ、チェコ、マレーシア、シンガポール、中国で生産を行っている。